# 国际共产主义潮流
国际共产主义潮流（英語：International Communist Current，缩写为ICC）是一个左翼共产主义国际政党组织。该组织成立于1975年，从那时起，该组织出版一本国际季刊，一开始有英语和法语两种文本，后来又增加了西班牙语文本。

## 部分支部
- 英国 世界革命
- 美国 国际主义
- 委內瑞拉 国际主义

## 对中华人民共和国的看法
国际共产主义潮流1996年发表文章分析中国革命，认为中国共产党准确的说在1928年前是一个无产阶级工人革命的政党，1927年在四一二政变许多工人运动分子被杀后就变质了。特别是南昌起义之后，中国工农红军建立（此时正好共产国际中斯大林主义胜出），共产党从一个主要是工人阶级对资产阶级实行阶级斗争的党变成了资产阶级，小资产阶级，知识分子和军人的党，组织了一支由农民组成的军队，抛弃了原先无产阶级的革命，欺骗性的举无产阶级牌子实行资产阶级革命。